# Суховерхівська сільська рада (Кіцманський район)
Сухове́рхівська сільська́ ра́да — адміністративно-територіальна одиниця та орган місцевого самоврядування в Кіцманському районі Чернівецької області. Адміністративний центр — село Суховерхів.

## Загальні відомості
- Населення ради: 1 881 особа (станом на 2001 рік)

## Населені пункти
Сільській раді підпорядковані населені пункти:
- с. Суховерхів

## Склад ради
Рада складається з 16 депутатів та голови.
- Голова ради: Ткачук Юрій Юрійович
- Секретар ради: Раковіца Ярослава Петрівна

### Керівний склад попередніх скликань
| Прізвище, ім'я, по батькові | Основні відомості                                                                     | Дата обрання | Дата звільнення |
| --------------------------- | ------------------------------------------------------------------------------------- | ------------ | --------------- |
| Дячук Іван Євгенович        | Сільський голова, 1951 року народження, член Всеукраїнського об'єднання «Батьківщина» | 26.03.2006   | 31.10.2010      |
| Ткачук Юрій Юрійович        | Сільський голова, 1961 року народження, освіта середня загальна, безпартійний         | 31.10.2010   |                 |

Примітка: таблиця складена за даними сайту Верховної Ради України

### Депутати
За результатами місцевих виборів 2010 року депутатами ради стали:

#### За суб'єктами висування
| Суб'єкт висування      | Кількість обраних депутатів | %    |
| ---------------------- | --------------------------- | ---- |
| Самовисування          | 15                          | 93,8 |
| Партія Зелених України | 1                           | 6,3  |

#### За округами
| № округу               | Прізвище, ім'я, по батькові | Дата визнання обраним | Освіта             | Партійна приналежність      | Відомості про обраного депутата                                            |
| ---------------------- | --------------------------- | --------------------- | ------------------ | --------------------------- | -------------------------------------------------------------------------- |
| Партія Зелених України |                             |                       |                    |                             |                                                                            |
| 4                      | Гандзюк Іван Романович      | 01.11.2010            | вища               | член Партії Зелених України | приватний підприємець                                                      |
| Самовисування          |                             |                       |                    |                             |                                                                            |
| 1                      | Олексюк Світлана Василівна  | 01.11.2010            | вища               | позапартійна                | Кіцманське об'єднання громадського харчування, головний бухгалтер          |
| 2                      | Руснак Тетяна Романівна     | 01.11.2010            | вища               | позапартійна                | Управління державного казначейства в Кіцманському районі, бухгалтер        |
| 3                      | Біблюк Юрій Іванович        | 01.11.2010            | середня            | позапартійний               | «Брук Дизайн», приватний підприємець                                       |
| 5                      | Кравчук Людмила Іванівна    | 01.11.2010            | вища               | позапартійна                | Суховерхівська сільська рада, землевпорядник                               |
| 6                      | Брень Володимир Миколайович | 01.11.2010            | вища               | позапартійний               | пенсіонер                                                                  |
| 7                      | Гуцуляк Іван Васильович     | 01.11.2010            | середня            | позапартійний               | Кіцманський хлібокомбінат, шофер                                           |
| 8                      | Іванцин Роман Філаретович   | 01.11.2010            | вища               | позапартійний               | ВАТ «Буковинаплемсервіс», агроном                                          |
| 9                      | Пігуляк Ярослав Васильович  | 01.11.2010            | середня            | позапартійний               | Управління державного підприємства поштового зв'язку «Укрпошта», листоноша |
| 10                     | Кисиличук Юрій Васильович   | 01.11.2010            | середня            | позапартійний               | приватний підприємець                                                      |
| 11                     | Остафійчук Юрій Васильович  | 01.11.2010            | вища               | позапартійний               | пенсіонер                                                                  |
| 12                     | Монич Юрій Іванович         | 01.11.2010            | середня спеціальна | позапартійний               | Відділ освіти, шофер                                                       |
| 13                     | Гуцуляк Василь Євгенович    | 01.11.2010            | середня            | позапартійний               | Чернівецький аеропорт, шофер                                               |
| 14                     | Раковіца Ярослава Петрівна  | 01.11.2010            | вища               | позапартійна                | Суховерхівська сільська рада, секретар сільської ради                      |
| 15                     | Незвиський Василь Євгенович | 01.11.2010            | середня спеціальна | позапартійний               | Філія Чернівецької дорожної експлуатаційної дільниці, виконроб             |
| 16                     | Кулик Василь Георгійович    | 01.11.2010            | середня спеціальна | позапартійний               | тимчасово не працює                                                        |